# Birger Jarl (opera)
Birger Jarl, skådespel i tre akter med sång och dans (drama med musik, operabalett), tryckt 1774 med text av Gustaf Fredrik Gyllenborg över ett utkast av Gustav III efter Voltaires franska balettkomedi La Princesse de Navarre (1745). Musik av Henrik Philip Johnsen och Francesco Antonio Uttini, med inlagda musiknummer av bl.a. Jean-Philippe Rameau.
Texterna till divertissementen skrivna av Gudmund Jöran Adlerbeth.
Stycket skrevs för att fira Gustav III:s bror hertig Karls bröllop med Hedvig Elisabet Charlotta av Holstein-Gottorp 1774; i dramat krockar kungens gamla romantiska kärlek för medeltiden och Abbé Domenico Michelessis utlagda riktlinjer för den nationella operan, som annars var allenarådande i Sverige. 
Pjäsen innehåller rikligt med talad deklamation och ställde stora krav på de uppträdande, eftersom de var utbildade till sångare. De får flest tillfällen att sjunga i akt 2, där en liten opera framförs, översatt från franskan, Aeglé, med musik av Johnsen.
Gustav III var belåten över sin beställda skapelse, när den hade premiär på Bollhuset 7 juli 1774, men stycket rönte ingen större framgång.

## Personer
- Birger Jarl
- Mechtild av Holstein
- Sixten Sparre
- Christina, Mechtilds hovmästarinna

- Härold

Venus, Gracerna, Kärleken, Nöjen, Siare, Spåmän, Lappmän, Kvinnor, Riddare, Väpnare, Hovmän och Hovjungfrur förekommer i divertissementerna. 

## Handling
Prinsessan Mechtild av Holstein (hennes farmor var Adelheid of Querfurt) hatar svensken Birger jarl som krigat mot hennes man, den danske kungen Abel av Danmark. Under striden har hon blivit räddad av en okänd riddare till slottet Bjälbo. Hon tankar går till den kärlek hon hyser för sin ungdoms riddare. Det visar sig att Birger och de två riddarna är en och samma person, men på grund av dennes enkla börd vill Mechtild till en början inte ta honom till make, slits mellan kärlek och stolthet, men faller i slutet till föga.